# Aberdeen F.C.
Aberdeen Football Club er en fodboldklub fra byen Aberdeen, Skotland, som spiller i Scottish Premier League. Klubben havde sin storhedstid i starten af 1980'erne, under ledelse af Alex Ferguson, med bl.a. 3 ligamesterskaber og sejr i UEFA Pokalvindernes Turnering, hvor de slog Real Madrid 2-1 i 1983.

## Historiske slutplaceringer
| Sæson     | Niveau | Liga        | Placering | Kilde  |
| --------- | ------ | ----------- | --------- | ------ |
| 2025–2026 | 1.     | Premiership | .         | [ 1 ]  |
| 2024–2025 | 1.     | Premiership | 5.        | [ 2 ]  |
| 2023–2024 | 1.     | Premiership | 7.        | [ 3 ]  |
| 2022–2023 | 1.     | Premiership | 3.        | [ 4 ]  |
| 2021–2022 | 1.     | Premiership | 10.       | [ 5 ]  |
| 2020–2021 | 1.     | Premiership | 4.        | [ 6 ]  |
| 2019–2020 | 1.     | Premiership | 4.        | [ 7 ]  |
| 2018–2019 | 1.     | Premiership | 4.        | [ 8 ]  |
| 2017–2018 | 1.     | Premiership | 2.        | [ 9 ]  |
| 2016–2017 | 1.     | Premiership | 2.        | [ 10 ] |
| 2015–2016 | 1.     | Premiership | 2.        | [ 11 ] |
| 2014–2015 | 1.     | Premiership | 2.        | [ 12 ] |
| 2013–2014 | 1.     | Premiership | 3.        | [ 13 ] |
| 2012–2013 | 1.     | Premiership | 8.        | [ 14 ] |
| 2011–2012 | 1.     | Premiership | 9.        | [ 15 ] |
| 2010–2011 | 1.     | Premiership | 9.        | [ 16 ] |